# Avrinning
Avrinning är det som sker när det regn och smältvatten rör sig vidare i ett område. Det kan ske som ytavrinning på markytan, som grundvattenavrinning och som avrinning i vattendrag. Eftersom det mesta vattnet från olika ställen så småningom samlas i vattendrag sker det mesta som avrinning i vattendrag.
Avrinningen påverkas av markens egenskaper och av växtligheten. Den del av nederbörden som rinner av ligger i bergstrakter vid 50 procent, i gräsmarker vid 40 procent, i blandskogar i den tempererade zonen vid 30 procent och i tropiska regnskogar vid 25 procent (alla allmänna medelvärden).